# Ițic și Ștrul
Ițic și Ștrul (uneori scris Itzic și Ștrul) sunt două personaje fictive ale umorului românesc, prototipuri ce sunt în esență evrei așkenazi prostănaci și zgârciți ce vor să profite de toată lumea dar și să fie în concurență unul cu celălalt.

## Exemplu
„Ițic sună la Securitate: 
—  Alo, vedeți că Ștrul are niște lemne!
—  Și ce e cu asta?
—  A găurit și a introdus în fiecare lemn bijuterii, diamante, dolari și probabil, ceva muniție adusă din America, de la fratele lui.
Apoi îl sună pe Ștrul:
—  Mă, dobitocule, pregătește-te că am trimis să-ți spargă lemnele!
—  Pe cine?
—  Pe aia pe care mi i-ai trimis tu anul trecut de mi-au săpat grădina.”